# Gerald J. Ford
Gerald Joe Ford, född 1944, är en amerikansk företagsledare och filantrop som är styrelseordförande för finansföretaget Hilltop Holdings och det multinationella gruvföretaget Freeport-McMoran Inc. Han har tidigare varit bland annat minoritetsägare (20%), styrelseordförande och VD för den Kalifornia-baserade bankkoncernen Golden State Bancorp.
Den amerikanska ekonomitidskriften Forbes rankar Ford till att vara världens 850:e rikaste med en förmögenhet på $2,8 miljarder för den 26 maj 2019.
Han avlade en kandidatexamen vid Southern Methodist University och en juris doktor vid SMU Law School.